# Павлова, Алла Евгеньевна
Алла Евгеньевна Павлова (родилась 13 июля 1952 года, УССР, Винница) — российский композитор. Алла Павлова в настоящее время проживает в Лонг-Айленде, Нью-Йорк.

## Биография
Алла Евгеньевна Павлова родилась 13 июля 1952 года на Украине в русской семье. В начале 1961 года семья переехала в Москву. После окончания музыкальной школы поступила в Московское музыкальное училище Ипполитова-Иванова, которое окончила в 1975 году. В 1983 году окончила Музыкально-педагогический институт имени Гнесиных (ныне — Российская академия музыки имени Гнесиных).
С 1983 по 1986 год жила в Софии, где работала в Болгарском Союзе Композиторов и Софийской Национальной опере.
С 1986 по 1990 год жила в Москве, где писала диссертацию о современной камерно-симфонической музыке во ВНИИ искусствознания и работала сначала в правлении Музыкального общества Москвы, а позже в правлении Всесоюзного музыкального общества в качестве старшего консультанта по вопросам музыкальной критики. В этот период написала более ста статей и рецензий о музыке, опубликованных в советской и болгарской прессе. Одновременно работала в Болгарском культурном центре, организовывая музыкальные вечера с известными болгарскими музыкантами.
Большую часть времени с 1990 года живёт в Нью-Йорке, где является членом Союза женщин-композиторов Нью-Йорка. С 1995 по 2000 год преподавала фортепиано в нью-йоркской школе 92Y School of Music. С конца 2000-х полностью посвятила себя композиции.

## Работы
Алла Павлова — автор многих сочинений для оркестра, в том числе 9 симфоний, балета «Суламифь», многих камерных, вокальных и инструментальных сочинений, которые исполнялись в США, Канаде, Европе, Японии, Индии и Австралии. В своих сочинениях она сочетает классический, романтический и современный стиль, также госпел и популярные жанры.
- 1972 — «Колыбельная для Ирины» для фортепиано, скрипки (или флейты) и вибрафона.
- 1974 — две песни на стихи Анны Ахматовой для сопрано и фортепиано.
- 1974 — «Любовь — это мы» на стихи Аллы Павловой для (меццо-сопрано) и квартета фортепиано.
- 1979 — «Сон» на стихи Анны Ахматовой для сопрано и фортепиано.
- 1990 — пьесы для фортепиано по мотивам сказок Ханса Кристиана Андерсена.
- 1993 — «Зимнее утро» на стихи Александра Сергеевича Пушкина для сопрано, виолончели и флейты.
- 1994 — прелюдия для фортепиано «Для моей матери».
- 1994 — «Летние зарисовки» для фортепиано.
- 1994 — Симфония № 1 «Прощай, Россия» для камерного оркестра.
- 1995 — «Ностальгия по старому Нью-Йорку», сюита для фортепиано.
- 1997 — «Помни, но отпусти», песня для меццо-сопрано скрипки, виолончели и двух гитар.
- 1998 — «Я вас любил», шедевры русской поэзии для меццо-сопрано, скрипки и фортепиано.
- 1998 — элегия для фортепиано и струнного оркестра.
- 1998 — Симфония № 2 «Для нового тысячелетия».
- 1998 — «Ностальгия по старому Нью-Йорку», сюита для трубы, альт- и тенор-саксофона, ударных и струнного оркестра.
- 2000 — Симфония № 3.
- 2002 — Симфония № 4.
- 2003—2004 — сюита для балета «Суламифь».
- 2003—2005 — «Суламифь», балет.
- 2006 — Симфония № 5.
- 2008 — Симфония № 6.
- 2008—2009 — балетная сюита «Дюймовочка».
- 2011 — Симфония № 7.
- 2011 — Симфония № 8.
- 2012 — Концертино для скрипки, фортепиано и струнного оркестра.
- 2016 — Симфония № 9.